# 비소프롤롤
비소프롤롤(Bisoprolol, 상표명: Zebeta 등)은 대부분 심혈관계 질환을 위해 사용되는 약물이다. 여기에는 특히 고혈압, 심장에 혈액이 충분히 공급되지 않은 데서 비롯되는 흉통, 심부전이 포함된다. 구강으로 투여된다.
일반적인 부작용으로는 두통, 피곤, 설사, 다리 부종이 포함된다. 더 심각한 부작용으로는 천식 악화, 저혈당증 인식 기능 차단, 심부전 악화가 포함된다. 임신 중에 복용 시 태아에 위험할 수 있다는 염려가 있다. 비소프롤롤은 베타 차단제계 약물에 속하며 β1 선택적 유형에 속한다.
비소프롤롤은 1976년에 특허를 받았으며 1986년 의학용으로 승인되었다. 의료제도에 필수적인 가장 효과적이고 안전한 의약품 목록인 WHO 필수 의약품 목록에 등재되어 있다. 비소프롤롤은 제네릭 의약품으로 구매가 가능하다. 개발도상국의 도매가는 1개월 기준 대략 US$2.98–4.94이다. 2015년 기준으로 미국내 비용은 1개월 간 $25–50이다. 2016년, 100만 건 이상의 처방과 더불어 미국에서 282번째로 처방을 많이 받은 약물이었다.